# Hansenochrus urbanii
Hansenochrus urbanii är en spindeldjursart som beskrevs av Villarreal och Rolando Teruel 2006. Hansenochrus urbanii ingår i släktet Hansenochrus och familjen Hubbardiidae. Inga underarter finns listade i Catalogue of Life.